# 2024年イギリス保守党党首選挙
2024年イギリス保守党党首選挙（英：2024 Conservative Party leadership election）は、2024年の総選挙で保守党が歴史的大敗を喫した後、リシ・スナクが辞意を表明したことを受けて後任を決定するために行われる選挙である。
決選投票の末にケミ・ベーデノックが選出された。黒人女性がイギリスの主要政党の党首になるのは史上初。

## 背景
2019年イギリス総選挙では、EU離脱を掲げた保守党が大勝した。しかし、その後、コロナ禍の行動制限下で行われたパーティーに批判が集まりボリス・ジョンソンは首相を辞任。さらにその跡を継いだリズ・トラスは自身が打ち出した減税政策により金融市場が混乱状態に陥り、わずか1ヶ月半で辞任した。後任にリシ・スナクが就任したあとも、インフレによる国民生活の圧迫などで政権への批判は収まらず、結果、2024年イギリス総選挙で保守党は議席を3分の1程度に減らし結党以来最低の議席数にとどまる歴史的な大敗となった。それを受け、リシ・スナクは党首の辞任を表明。後継の保守党党首を決めるための選挙を行うこととなった。

## 候補者

### 立候補者
以下の6人が立候補した。各投票のうち、太字は得票数1位。
| 候補者                   | 政治的経歴                                                                            | 選挙活動                                                       | 議員投票 1回目 | 議員投票 2回目 |
| ------------------------ | ------------------------------------------------------------------------------------- | -------------------------------------------------------------- | -------------- | -------------- |
| ケミ・ベーデノック       | ビジネス大臣 (2023–2024) 国際貿易大臣 (2022–2023) 庶民院議員(2期)                     | 公式ウェブサイト 立候補表明: 2024年7月28日 勝者                | 22             | 28             |
| ジェームズ・クレバリー   | 内務大臣 (2023–2024) 外務・英連邦・開発大臣(2022–2023) 教育大臣(2022) 庶民院議員(4期) | 公式ウェブサイト 立候補表明: 2024年7月23日 脱落: 2024年10月9日 | 21             | 21             |
| ロバート・ジェンリック   | 移民担当大臣 (2022–2023) 住宅・コミュニティ大臣 (2019–2021) 庶民院議員(5期)           | 公式ウェブサイト 立候補表明: 2024年7月25日 脱落: 2024年11月2日 | 28             | 33             |
| トム・トゥーゲントハット | 安全保障担当大臣 (2022–2024) 庶民院議員(4期)                                          | 公式ウェブサイト 立候補表明: 2024年7月24日 脱落: 2024年10月8日 | 17             | 21             |
| メル・ストライド         | 労働年金大臣 (2022–2024) 庶民院議員(5期)                                              | 公式ウェブサイト 立候補表明: 2024年7月26日 脱落: 2024年9月10日 | 16             | 16（脱落）     |
| プリティ・パテル         | 内務大臣 (2016–2017) 国際開発大臣(2019–2022) 庶民院議員(5期)                          | 公式ウェブサイト 立候補表明: 2024年7月27日 脱落: 2024年9月4日  | 14（脱落）     | （不参加）     |

### 出馬を断念した候補者
| 候補者                 | 政治的経歴                                                     |
| ---------------------- | -------------------------------------------------------------- |
| ビクトリア・アトキンス | 保健大臣 (2023–2024) 庶民院議員(4期)                           |
| スエラ・ブラヴァマン   | 内務大臣 (2022, 2022–2023) 司法長官(2020–2022) 庶民院議員(4期) |
| ケビン・ホリンレイク   | 企業・市場・中小企業担当大臣(2022-2024) 庶民院議員(4期)        |